# Портанова, Дженнаро
Дженнаро Портанова (итал. Gennaro Portanova; 11 октября 1845, Неаполь, королевство Обеих Сицилий — 25 апреля 1908, Реджо-ди-Калабрия, королевство Италия) — итальянский кардинал. Титулярный епископ Рососа и коадъютор, с правом наследования, Искьи с 9 августа 1883 по 1 февраля 1885. Епископ Искьи с 1 февраля 1885 по 16 марта 1888. Архиепископ Реджо-Калабрии с 16 марта 1888 по 25 апреля 1908. Кардинал-священник с 19 июня 1899, с титулом церкви Сан-Клементе с 22 июня 1899 по 27 ноября 1911.